# Paweł Pierściński
Paweł Pierściński (ur. 25 maja 1938 w Kielcach, zm. 22 maja 2017 tamże) – polski fotografik, współtwórca Kieleckiej Szkoły Krajobrazu – nurtu krajobrazowej fotografii czarno-białej lat 60. i 70. XX wieku.

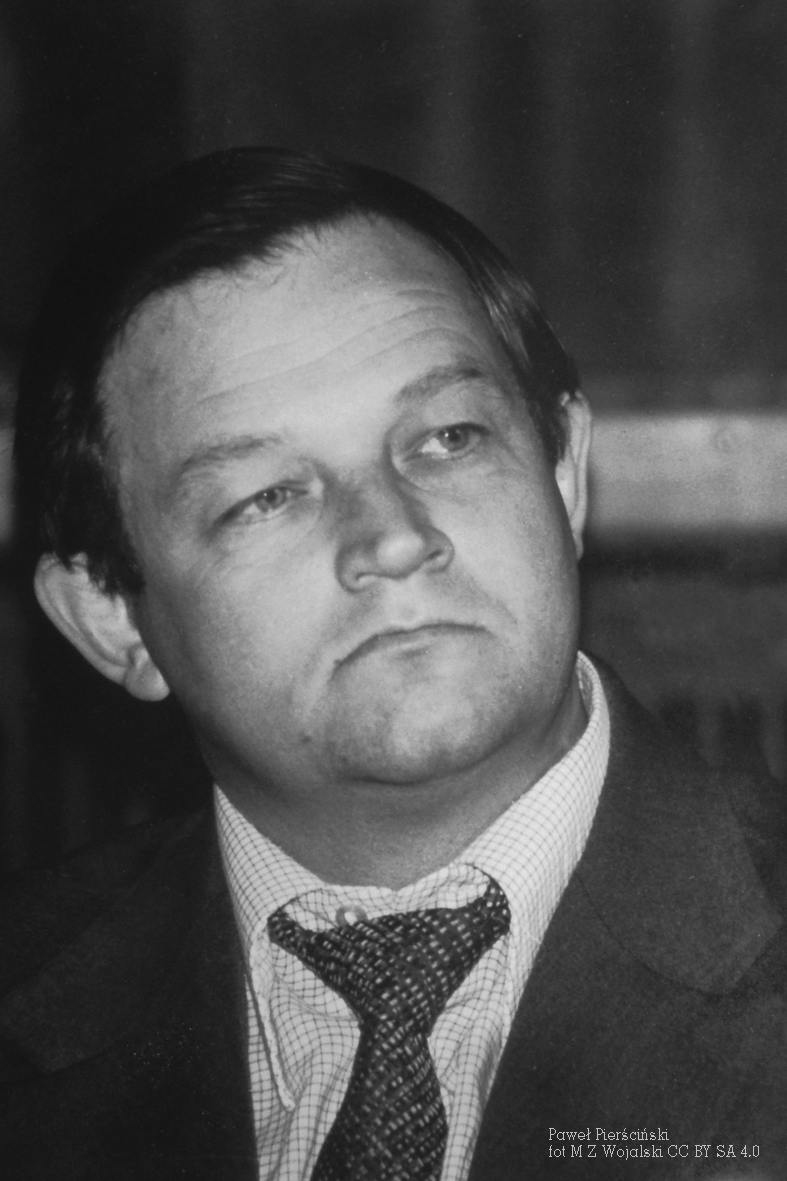
Paweł Pierściński (1978)

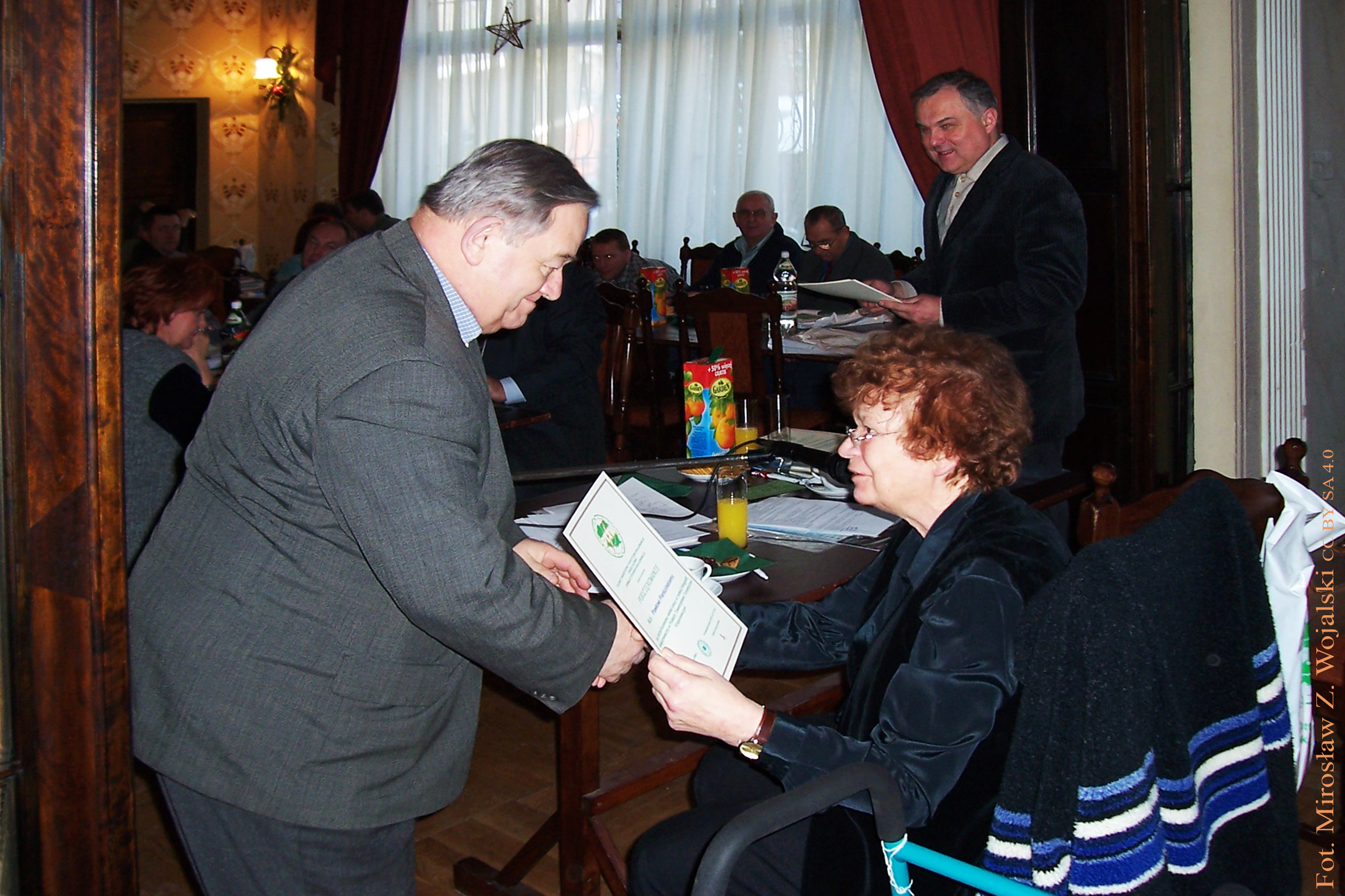
Paweł Pierściński, Zofia Lubczyńska, Andrzej Danowski (2004)

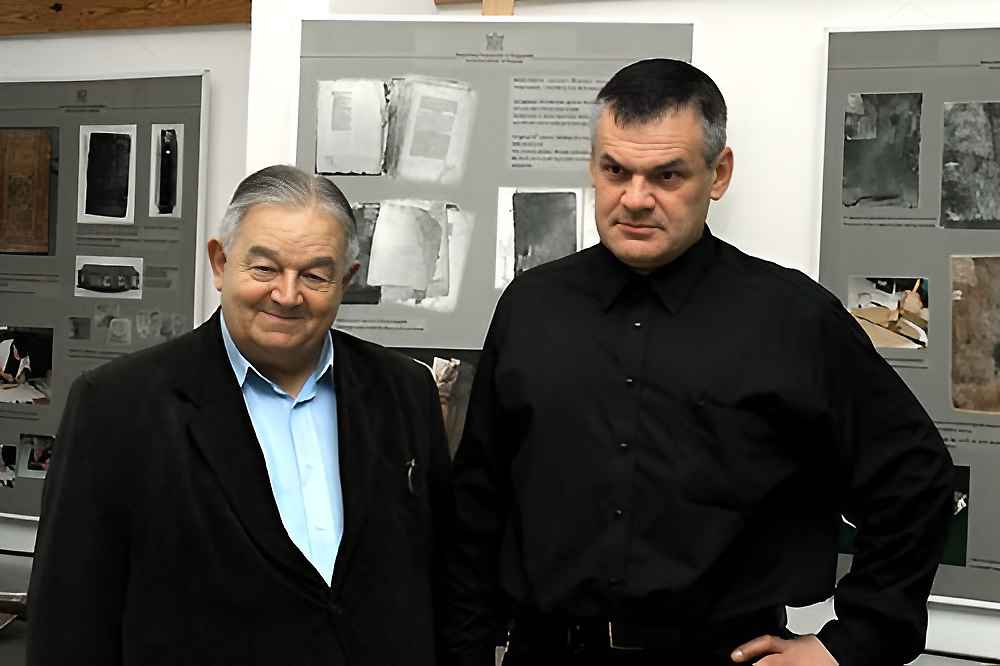
Od lewej: Paweł Pierściński, Paweł Matyka (2010)

## Życiorys
W 1956 r. ukończył I Liceum Ogólnokształcące im. Stefana Żeromskiego w Kielcach. Fotografował od 1952, zadebiutował na wystawie fotografii artystycznej w Częstochowie (1955). W 1962 uzyskał dyplom mgr. inż. budownictwa lądowego na Politechnice Warszawskiej. Od 1962 roku wiceprezes do spraw artystycznych Świętokrzyskiego Towarzystwa Fotograficznego. Od 1964 roku członek ZPAF. Był współorganizatorem i kierownikiem Delegatury ZPAF w Kielcach (1975) oraz założycielem i twórcą Okręgu Świętokrzyskiego ZPAF (1978). W 1982 został członkiem honorowym ZPAF. Był również  członkiem honorowym wielu stowarzyszeń fotograficznych w Polsce, m.in. członkiem honorowym Fotoklubu Rzeczypospolitej Polskiej, członkiem honorowym Towarzystwa Fotograficznego im. Edmunda Osterloffa w Radomsku, a także honorowym prezesem Okręgu Świętokrzyskiego ZPAF. Był działaczem Polskiego Towarzystwa Turystyczno-Krajoznawczego, Instruktorem Fotografii PTTK, działaczem fotografii krajoznawczej PTTK, członkiem Komisji Fotografii Krajoznawczej Zarządu Głównego PTTK, członkiem Rady Programowej Centrum Fotografii Krajoznawczej PTTK im. Waldemara Dońca, laureatem Nagrody Honorowej im. Fryderyka Kremsera, członkiem Kapituły tej nagrody.
Był autorem ponad 200 wystaw indywidualnych, laureatem licznych medali i nagród. Wydał kilkanaście indywidualnych albumów fotograficznych (m.in. Struktury, Między Wisłą a Pilicą, Staropolski Okręg Przemysłowy, Pola Pejzażu). Był również autorem wielu tekstów, opracowań krytycznych, recenzji i tekstów do katalogów wystaw. W 2004 została wydana antologia Czas krajobrazu, zawierająca jego teksty autorskie opublikowane w latach 1975–2004.
W 1968 roku został uhonorowany tytułem Artiste FIAP (AFIAP), w 1976 tytułem Excellence FIAP (EFIAP), w 1980 tytułem Excellence FIAP for Services Rendered (ESFIAP) – przez Międzynarodową Federację Sztuki Fotograficznej (FIAP).
Po 50 latach pracy twórczej, Pierściński zdecydował się w 2004 roku na spalenie 262 tysięcy naświetlonych przez siebie negatywów w domowej kuchni węglowej w reakcji na brak zainteresowania przejęciem jego archiwum. Nie chciał, by po jego śmierci negatywy trafiły na śmietnik.
12 stycznia 2018 roku na Skwerze Harcerskim im. Szarych Szeregów w Kielcach odsłonięto popiersie Pawła Pierścińskiego – w Alei Sław XX wieku. 11 maja 2018 w Galerii Górnej i Małej Biura Wystaw Artystycznych w Kielcach otwarto dwie wystawy poświęcone Pawłowi Pierścińskiemu – Polska Fotografia Krajobrazowa/ Paweł Pierściński/ 40 Lat ZPAF – Okręg Świętokrzyski oraz Paweł Pierściński w obiektywach przyjaciół.

## Odznaczenia
- Odznaka „Zasłużony Działacz Kultury” (1969)
- Odznaka „Zasłużony Działacz Kultury” (1976)
- Medal im. Jana Bułhaka (1985)
- Krzyż Kawalerski Orderu Odrodzenia Polski (1985)
- Medal 150-lecia Fotografii (1989)[3]
- Krzyż Oficerski Orderu Odrodzenia Polski (2001)
- Srebrny Medal „Zasłużony Kulturze Gloria Artis” (2005)
- Złoty Krzyż Zasługi (2005)
- Odznaka Honorowa "Za zasługi dla Kielecczyzny"
- Złota Odznaka Honorowa PTTK
- Srebrna Odznaka Honorowa PTTK
- Medal Okręgu Świętokrzyskiego ZPAF (2016)[13]

Źródło